# Veldkers-ooibos
Het veldkers-ooibos (Cardamino amarae-Salicetum albae) is een associatie uit het verbond van wilgenvloedbossen en -struwelen (Salicion albae). Het is een plantengemeenschap die voorkomt op zeer regelmatig overstroomde plaatsen in zoetwatergetijdengebieden, en die gedomineerd wordt door smalbladige wilgen met bittere veldkers in de ondergroei.
Het zwaartepunt van de verspreiding van deze associatie ligt in het estuarium van de grote rivieren in Nederland en Vlaanderen; maar ook daar is het de laatste eeuwen in oppervlakte sterk afgenomen.

## Naamgeving en codering
| Salicetum albo-fragilis Tx. 1948  |
| Salicetum albae-fragilis Soó 1930 |

- Syntaxoncode voor Nederland (rVvN): r41Aa03
- BWK-karteringscode: sf

De wetenschappelijke naam Cardamino amarae-Salicetum albae is afgeleid van de botanische namen van twee belangrijke soorten binnen deze associatie, de bittere veldkers (Cardamine amara) en de schietwilg (Salix alba).

## Fysiognomie
Het veldkers-ooibos kan zich in de formatie van zowel een bos als een struweel manifesteren. Veel veldkers-ooibossen werden in het verleden (en soms nu nog) beheerd als grienden, akkers waarop wilgenhout wordt gekweekt. Op dergelijke plaatsen zijn de bomen dikwijls meerstammig en is de boomlaag dicht. Veldkers-ooibossen zijn meestal minder geaccidenteerd en eenvormiger dan de verwante lissen-ooibossen.
De kruidlaag kan variëren, naargelang de diepte van de grondwaterspiegel, van een moeras- tot een ruigtevegetatie.
Net als in het lissen-ooibos is een terrestrische moslaag doorgaans afwezig, maar kunnen de stobben dicht met epiftyische mossen begroeid zijn.

## Ecologie
Het veldkers-ooibos komt voor op zeer regelmatig (30 tot meer dan 120 dagen per jaar) overstroomde standplaatsen, waarbij het getijdenverschil in de regel groter is dan 80 cm, en de laagste grondwaterstand gemiddeld 0 tot 30 cm onder het maaiveld ligt. De bodem bestaat uit kalkrijke tot kalkarme klei, rijk aan organisch materiaal dat door waterverzadiging en het daaruit volgende zuurstofgebrek slechts langzaam wordt afgebroken. De regelmatige terugkerende overstromingen brengen ook telkens veel fosfaat aan.
Het veldkers-ooibos vormt een belangrijk vegetatietype binnen het habitat van verscheidene zeldzame diersoorten, zoals de kwak.

### Ontstaan en successie
Het veldkers-ooibos ontstaat spontaan uit de riet-associatie (subassociatie met dotterbloem) en blijft bestaan zolang de invloed van de getij voelbaar blijft. Wanneer deze invloed wegvalt, zal het meestal evolueren naar een eenvormige, door grote brandnetel gedomineerde vorm (subassociaties urticetosum en inops), om op de lange duur over te gaan in een bosvegetatie van het verbond van els en gewone vogelkers.

## Subassociaties in Nederland en Vlaanderen
Van het veldkers-ooibos worden in Nederland en Vlaanderen vier subassociaties onderscheiden, die verband houden met de vochtigheid van de standplaatsen.

### Subassociatie met fluitenkruid
Een subassociatie met fluitenkruid (Cardamino amarae-Salicetum anthriscetosum) komt op de drogere bodems voor en wordt niet regelmatig overstroomd. Deze subassociatie kent een hoge presentie van nitrofiele ruigtekruiden als fluitenkruid, echte valeriaan en ridderzuring. De syntaxoncode voor Nederland (rVvN) is r41Aa03a.

### Subassociatie met grote waterweegbree
Een subassociatie met waterweegbree (Cardamino amarae-Salicetum alismatetosum) is beperkt tot de natste standplaatsen van het zoetwatergetijdengebied, die bij elk hoogwater overstroomd worden. In deze subassociatie vindt men we onder andere de grote waterweegbree, groot moerasscherm en waterpeper. De syntaxoncode voor Nederland (rVvN) is r41Aa03b. Dit vegetatietype is zeer zeldzaam geworden.

### Subassociatie met grote brandnetel
Een subassociatie met grote brandnetel (Cardamino amarae-Salicetum urticetosum) komt vooral voor op de droogste gronden, waar de grondwaterspiegel tot meer dan een meter onder het maaiveld is gedaald. Het wordt gekenmerkt door de dominantie van nitrofiele ruigtekruiden als de grote brandnetel en gewone smeerwortel. De syntaxoncode voor Nederland (rVvN) is r41Aa03c.

### Arme subassociatie
Een soortenarme subassociatie (Cardamino amarae-Salicetum inops) waarbij in essentie enkel nog grote brandnetel overblijft. De syntaxoncode voor Nederland (rVvN) is r41Aa03d.

## Verspreiding
Het veldkers-ooibos heeft een zeer beperkt verspreidingsgebied, in essentie het zoetwatergetijdengebieden van de grote rivieren in de laaglanden van Noordwest-Europa. Buiten Nederland en Vlaanderen is het enkel te vinden langs de monding van de Elbe in Duitsland.
In Nederland zijn de grootste oppervlakten veldkers-ooibos te vinden in het estuarium van de Oude Maas en in de Sliedrechtse Biesbosch. Restanten ervan zijn nog te vinden langs de monding van de Rijn en de Maas. De oppervlakte van dit vegetatietype is de laatste eeuwen sterk gereduceerd door het beperken van de getijdenwerking door allerlei menselijke ingrepen.
In Vlaanderen is het beperkt tot het Schelde-estuarium.

## Diagnostische taxa voor Nederland en Vlaanderen

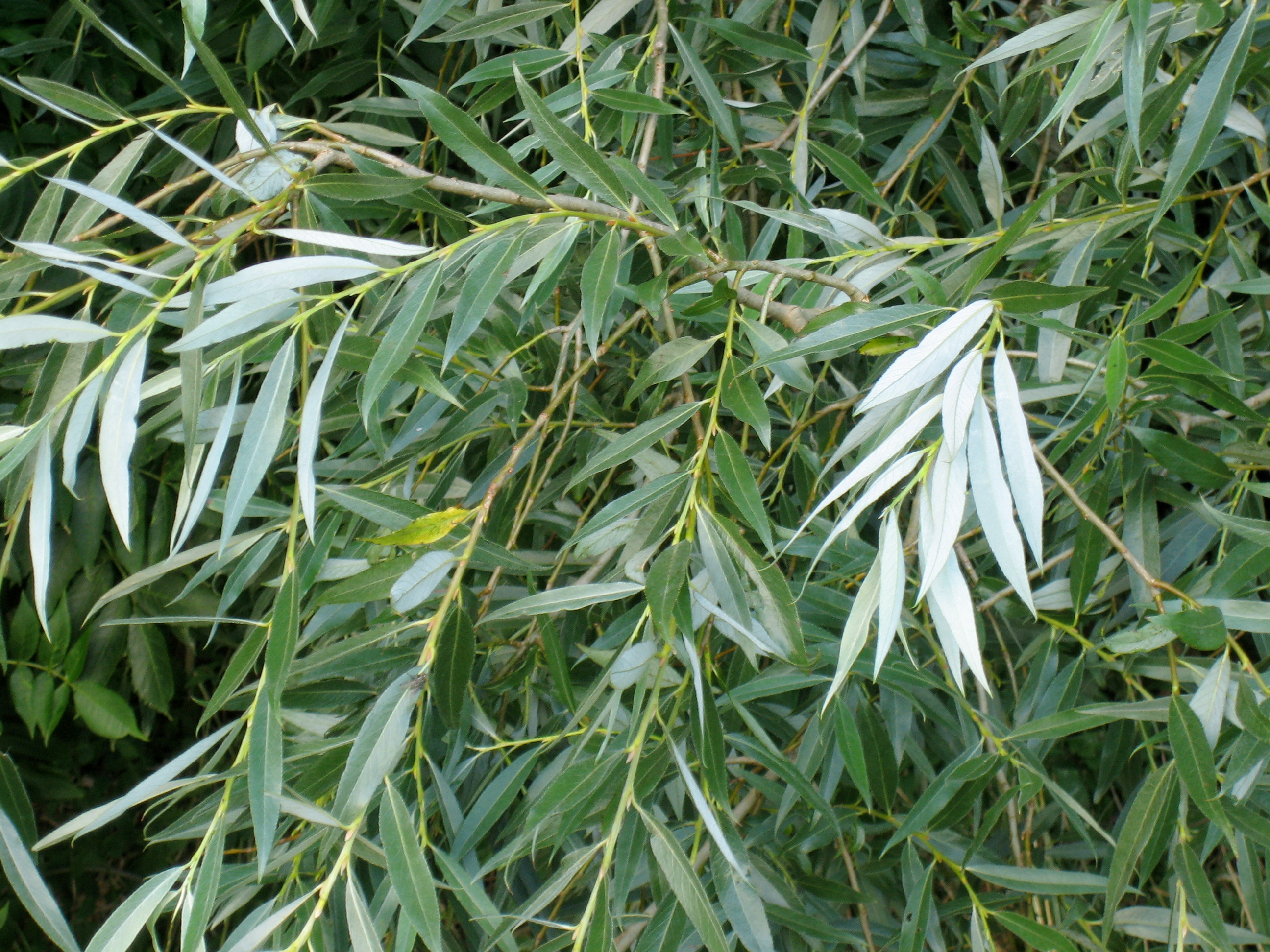
Schietwilg

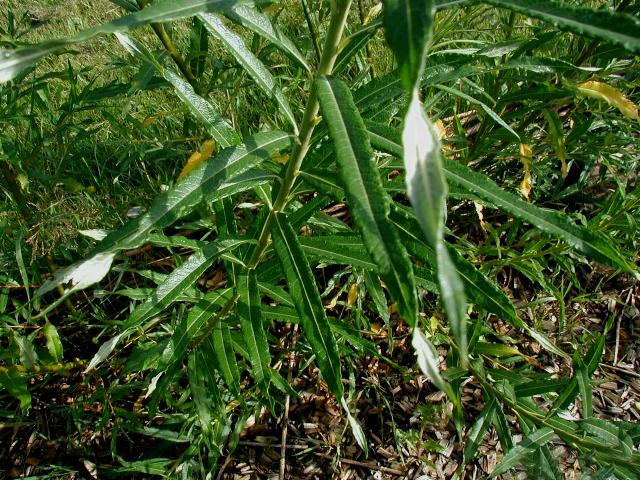
Katwilg

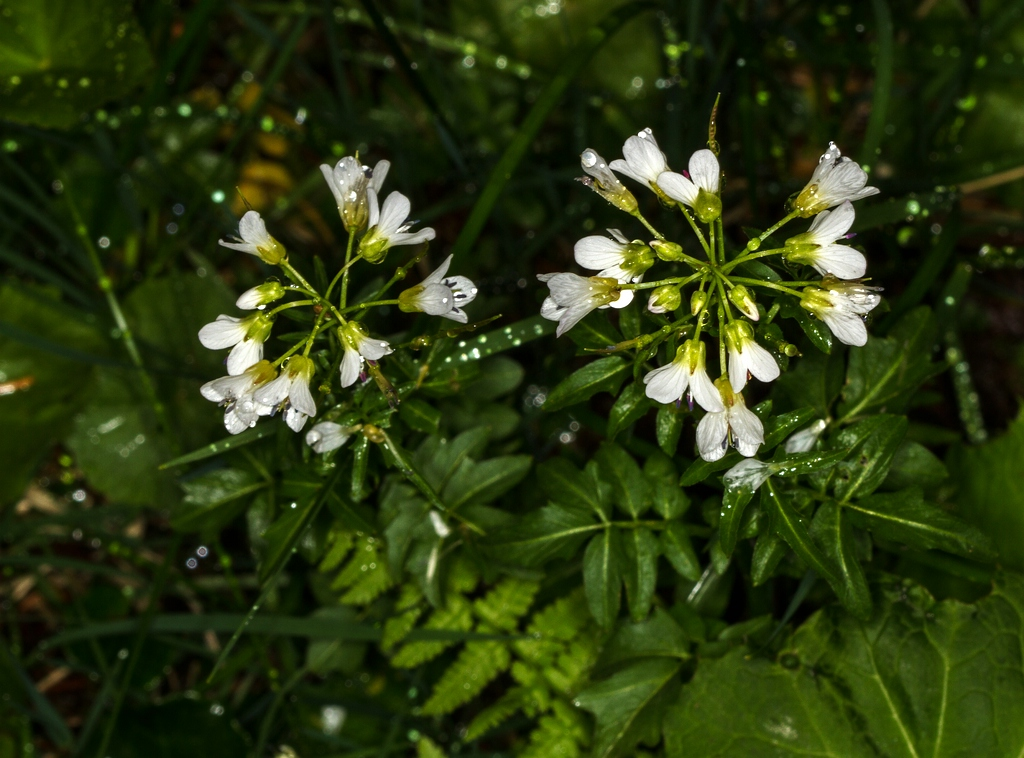
Bittere veldkers

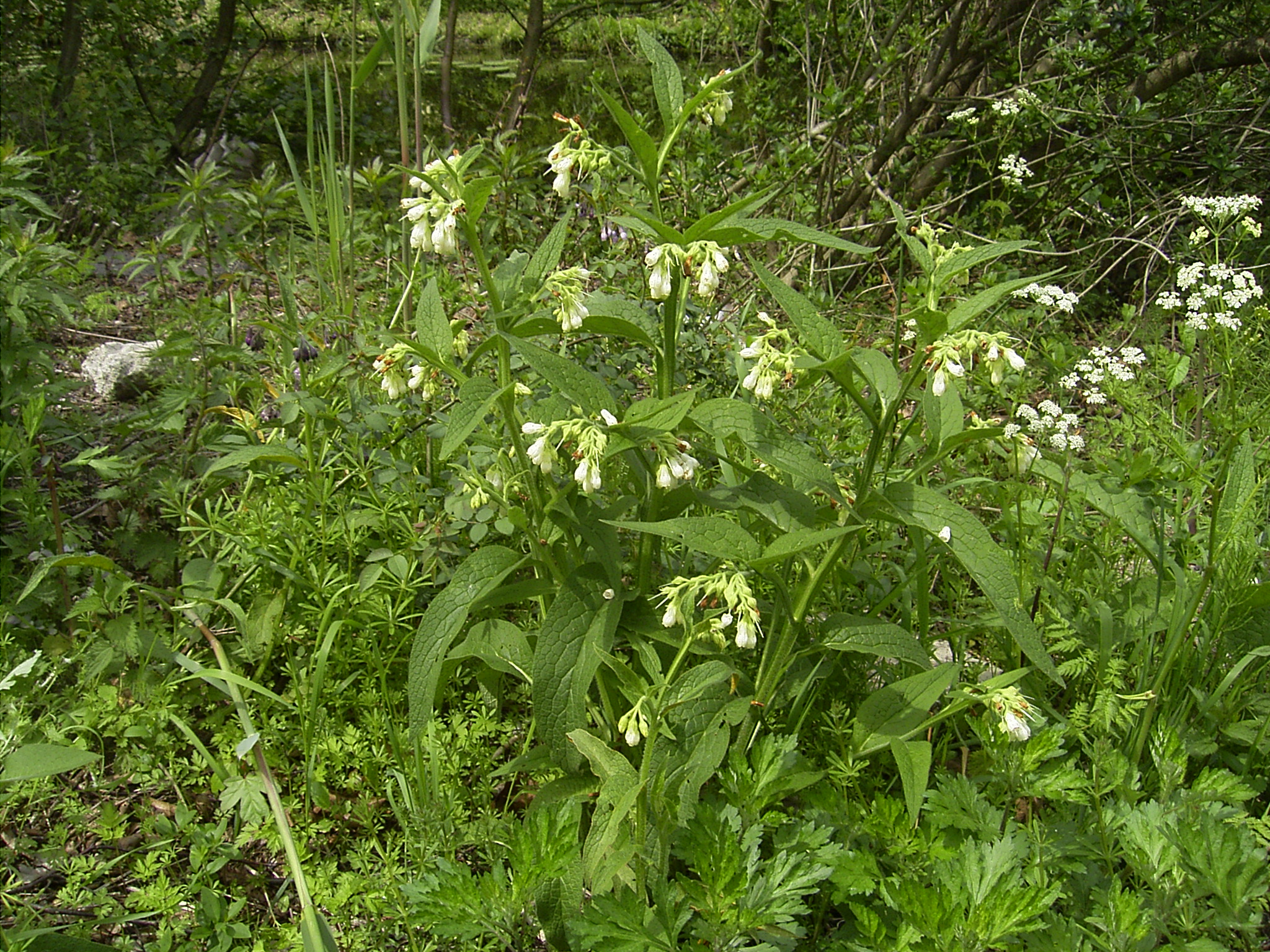
Gewone smeerwortel

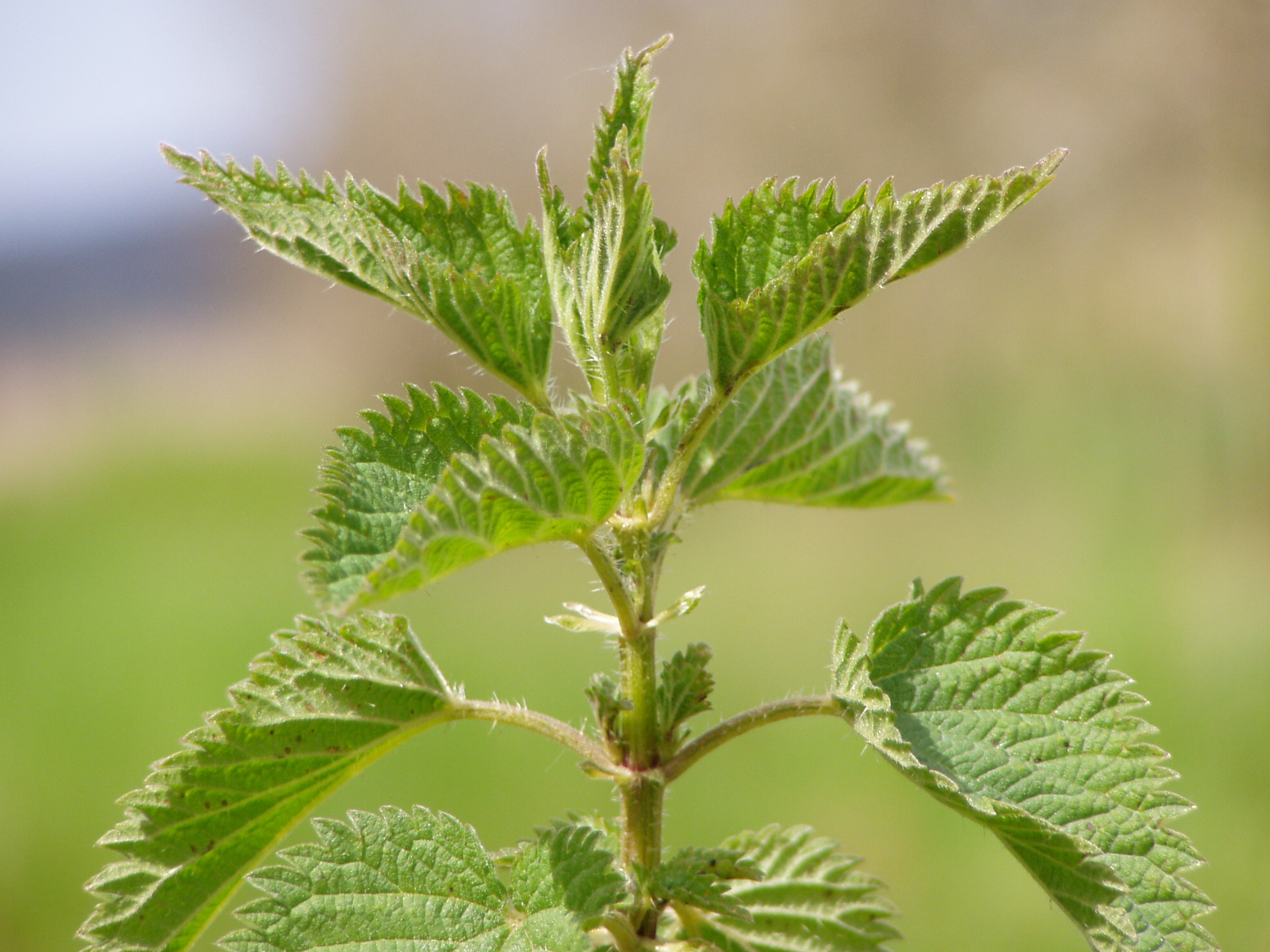
Grote brandnetel

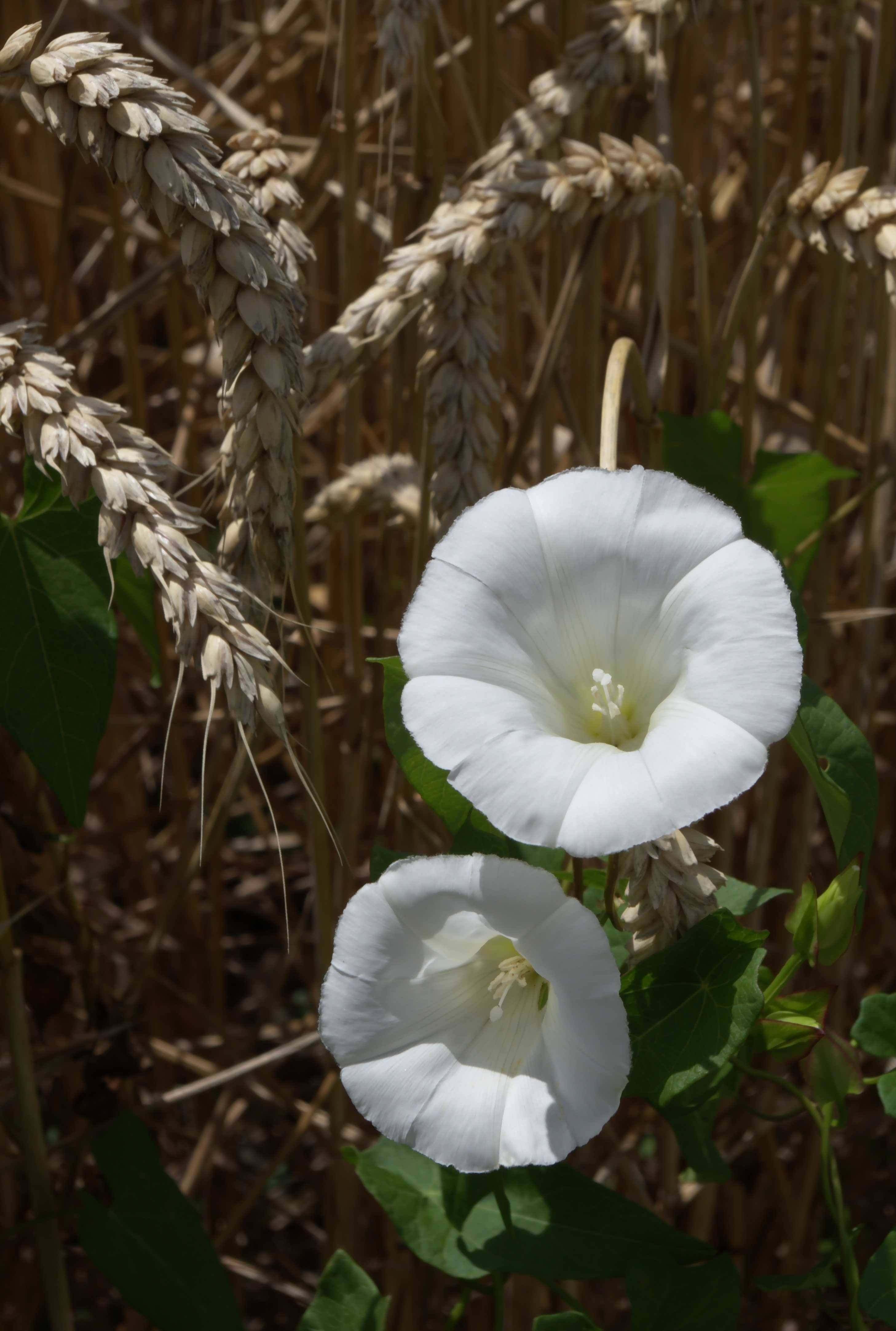
Haagwinde

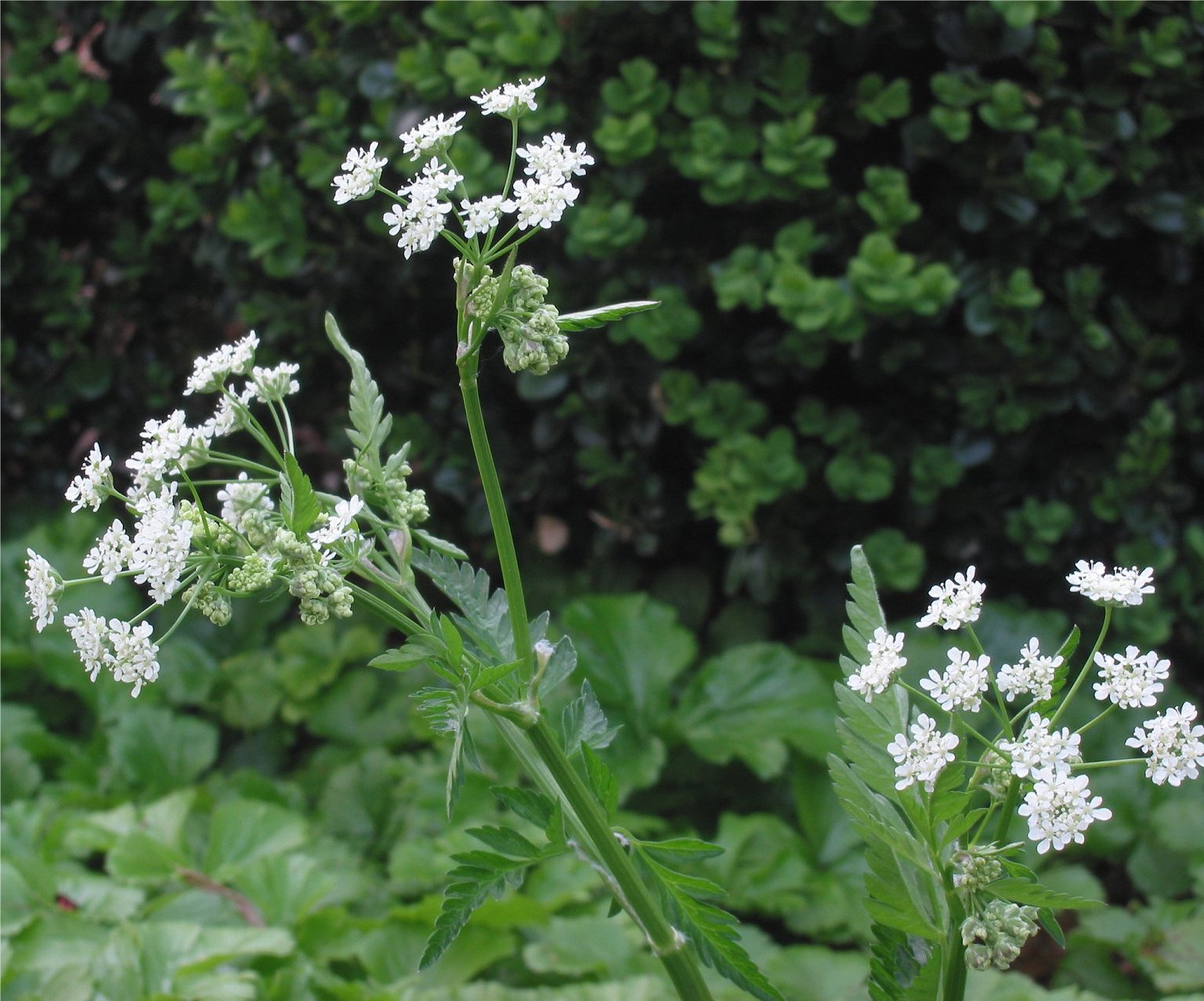
Fluitenkruid

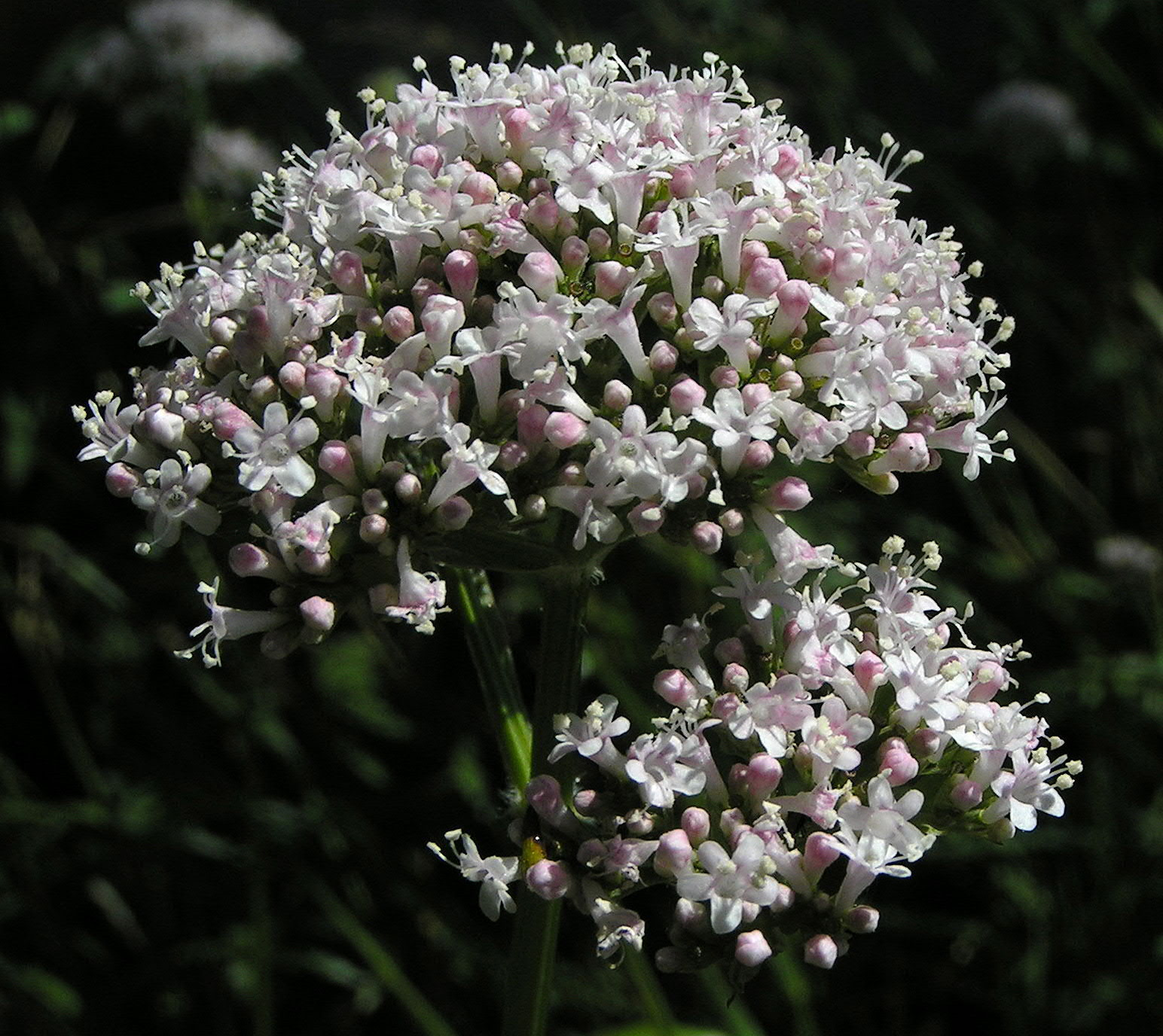
Valeriaan

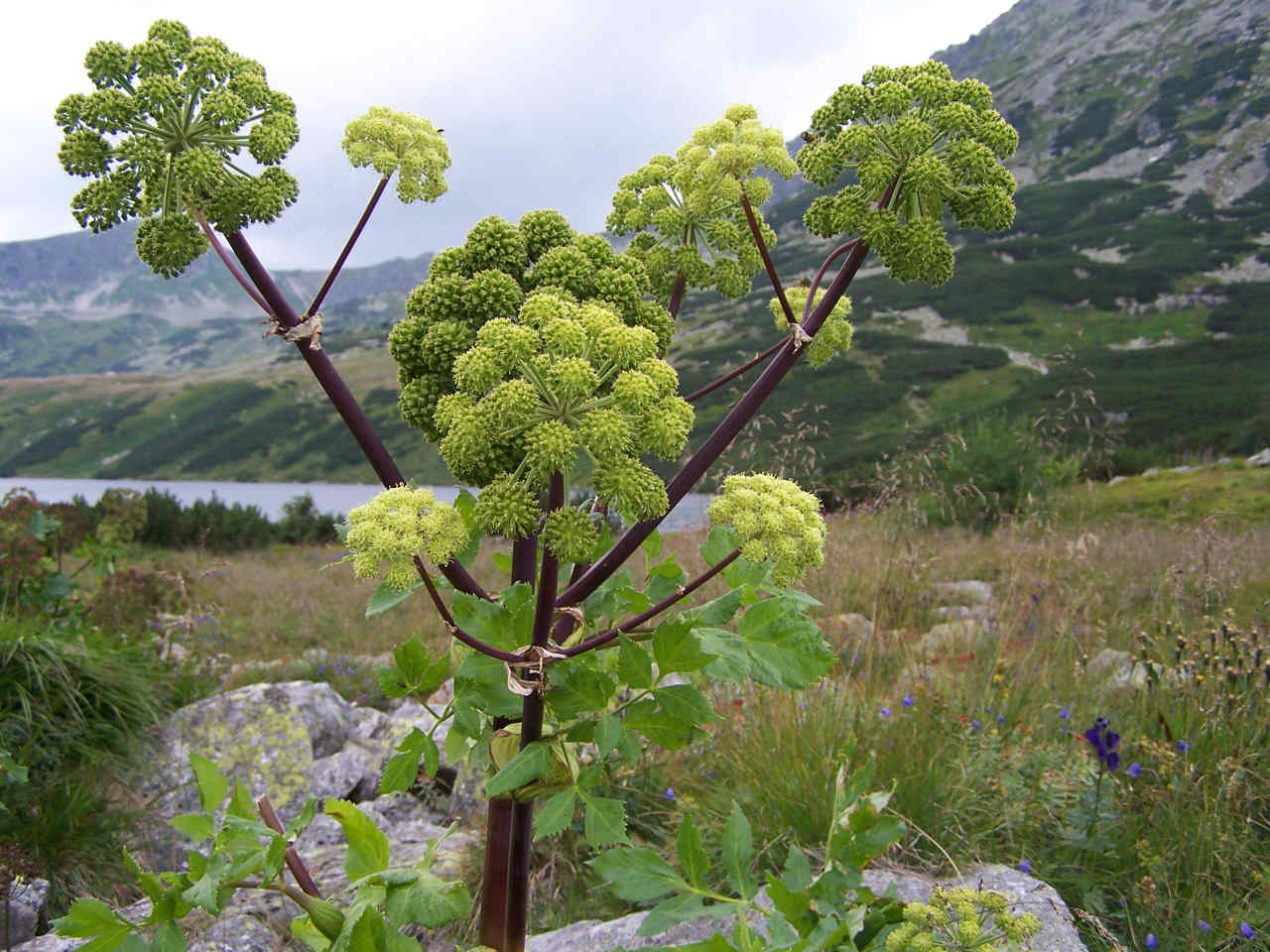
Grote engelwortel

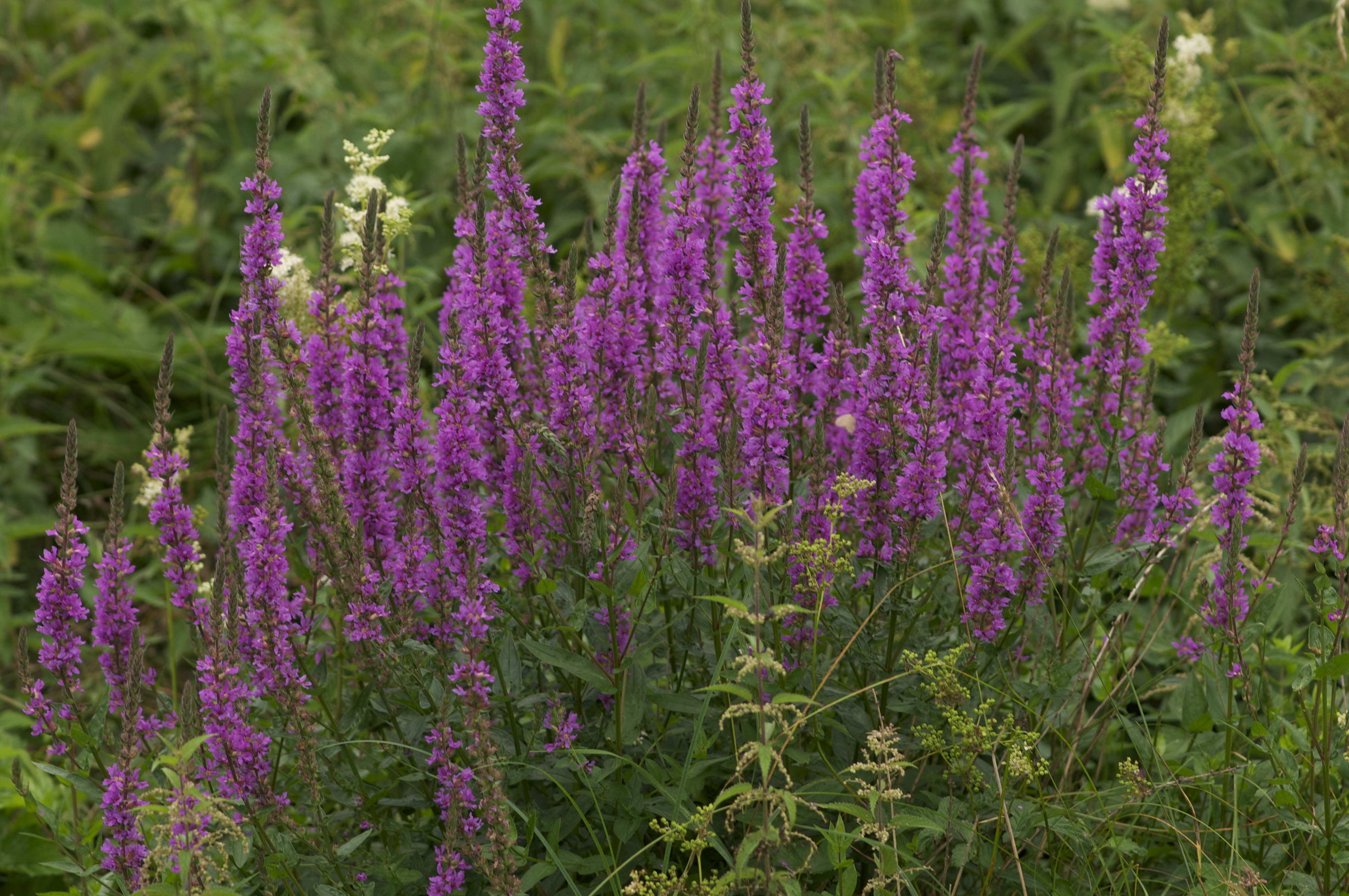
Grote kattenstaart

Het veldkers-ooibos heeft in Nederland en Vlaanderen één specifieke, lokaal voorkomende kensoort, de Duitse dot, een wilgensoort die in het verleden werd aangeplant en zich nu vegetatief vermeerderd. Verder vinden we in deze associatie de meeste kensoorten van de klasse terug, vooral de meestal dominante schietwilg en de katwilg.
In de kruidlaag komen zowel moerasplanten als de naamgevende bittere veldkers, de spindotterbloem, het moerasvergeet-me-nietje, de wolfspoot en de waterpeper, als ruigtekruiden zoals de gewone smeerwortel, grote brandnetel en fluitenkruid voor. De associatie kan onderscheiden worden van beide andere associaties in het verbond, het bijvoet-ooibos en het lissen-ooibos, door de aanwezigheid van de naamgevende bittere veldkers, de spindotterbloem, het groot springzaad en de grote engelwortel.
In de onderstaande tabel staan de belangrijkste diagnostische taxa van het veldkers-ooibos voor Nederland en Vlaanderen.
Boomlaag
| Kentaxon | Diff.soort | Presentie | Triviale naam | Botanische naam  | Opmerking |
| -------- | ---------- | --------- | ------------- | ---------------- | --------- |
| kA       |            | > 10%     | Duitse dot    | Salix dasyclados |           |
| kK       |            | > 60%     | schietwilg    | Salix alba       |           |
| kK       |            | > 30%     | katwilg       | Salix viminalis  |           |
| kK       |            | > 20%     | kraakwilg     | Salix fragilis   |           |
| kK       |            | > 10%     | amandelwilg   | Salix triandra   |           |
| kK       |            | < 10%     | bittere wilg  | Salix purpurea   |           |

Kruidlaag
| Kentaxon | Diff.soort | Presentie | Triviale naam            | Botanische naam                         | Opmerking                                 |
| -------- | ---------- | --------- | ------------------------ | --------------------------------------- | ----------------------------------------- |
|          | dA         | > 60%     | bittere veldkers         | Cardamine amara                         | t.o.v. andere associaties van het verbond |
|          |            | > 50%     | ruw beemdgras            | Poa trivialis                           |                                           |
|          |            | > 50%     | gewone smeerwortel       | Symphytum officinale                    |                                           |
|          | dS         | > 50%     | grote brandnetel         | Urtica dioica                           | subassociatie urticetosum                 |
|          |            | > 50%     | haagwinde                | Convolvulus sepium                      |                                           |
|          | dS         | > 50%     | fluitenkruid             | Anthriscus sylvestris                   | subassociatie anthriscetosum              |
|          | dS         | > 40%     | echte valeriaan          | Valeriana officinalis                   | subassociatie anthriscetosum              |
|          |            | > 40%     | kleefkruid               | Galium aparine                          |                                           |
|          |            | > 40%     | kruipende boterbloem     | Ranunculus repens                       |                                           |
|          |            | > 40%     | bitterzoet               | Solanum dulcamara                       |                                           |
|          | dS         | > 30%     | ridderzuring             | Rumex obtusifolius                      | subassociatie anthriscetosum              |
|          |            | > 30%     | moerasvergeet-mij-nietje | Myosotis scorpioides subsp. scorpioides |                                           |
|          | dA         | > 30%     | spindotterbloem          | Caltha palustris subsp. araneosa        | t.o.v. andere associaties van het verbond |
|          |            | > 20%     | wolfspoot                | Lycopus europaeus                       |                                           |
|          | dS         | > 20%     | waterpeper               | Persicaria hydropiper                   | subassociatie alismatetosum               |
|          |            | > 20%     | gewone berenklauw        | Heracleum sphondylium                   |                                           |
|          | dA         | > 20%     | grote engelwortel        | Angelica archangelica                   | t.o.v. andere associaties van het verbond |
|          |            | > 20%     | echt riet                | Phragmites australis                    |                                           |
|          |            | > 20%     | gewone engelwortel       | Angelica sylvestris                     |                                           |
|          |            | > 20%     | grote kattenstaart       | Lythrum salicaria                       |                                           |
|          | dA         | > 20%     | groot springzaad         | Impatiens noli-tangere                  | t.o.v. andere associaties van het verbond |
|          |            | > 20%     | kluwenzuring             | Rumex conglomeratus                     |                                           |
|          |            | > 20%     | harig wilgenroosje       | Epilobium hirsutum                      |                                           |
|          |            | > 20%     | dauwbraam                | Rubus caesius                           |                                           |
|          |            | > 20%     | gewone hennepnetel       | Galeopsis tetrahit                      |                                           |
|          |            | > 20%     | rietgras                 | Phalaris arundinacea                    |                                           |
|          |            | > 10%     | speenkruid               | Ranunculus ficaria subsp. bulbilifer    |                                           |
|          |            | > 10%     | gele lis                 | Iris pseudacorus                        |                                           |
|          | dS         |           | grote waterweegbree      | Alisma plantago-aquatica                | subassociatie alismatetosum               |
|          | dS         |           | groot moerasscherm       | Apium nodiflorum                        | subassociatie alismatetosum               |

Moslaag
| Kentaxon | Diff.soort | Presentie | Triviale naam    | Botanische naam         | Opmerking |
| -------- | ---------- | --------- | ---------------- | ----------------------- | --------- |
|          |            | > 20%     | gewoon dikkopmos | Brachythecium rutabulum |           |
|          |            | > 10%     | fijn laddermos   | Kindbergia praelonga    |           |
|          |            | > 10%     | klein snavelmos  | Oxyrrhynchium pumilum   |           |